# Partito dei CARC
Il Partito dei Comitati di Appoggio alla Resistenza per il Comunismo (fino al 2009 chiamati semplicemente Comitati di Appoggio alla Resistenza per il Comunismo), spesso abbreviato in Partito dei CARC, P.CARC o semplicemente CARC, è un movimento politico extraparlamentare marxista-leninista-maoista italiano.

## Storia
I CARC nascono con un convegno costitutivo tenutosi a Viareggio il 21 e 22 novembre 1992 a cui partecipano elementi che negli anni 1970 avevano fatto parte di gruppi marxisti-leninisti, filo-cinesi, autonomi e trozkisti. Il primo segretario generale dell’organizzazione eletto è Giuseppe Maj, che nel 1981 era stato indagato per associazione sovversiva, venendo poi prosciolto nel 1986.
Presente soprattutto in Campania e Toscana, negli anni finisce al centro di forti polemiche riguardo ai legami tra il partito e i movimenti sovversivi operanti in Italia. Dopo qualche mese dalla fondazione l'organizzazione si attesta su posizioni antagoniste con lo scopo di avere un ruolo guida nei confronti del proletariato e questa fisionomia risaltava nel documento del 1998 intitolato Progetto di Manifesto Programma del Nuovo Partito Comunista Italiano in cui si richiamavano le radici rivoluzionarie di matrice marxista-leninista. Nel 1999 avviene nella clandestinità la costituzione della commissione preparatoria del congresso di fondazione del (nuovo) Partito Comunista Italiano, resa pubblica sul periodico La Voce del (nuovo) Partito Comunista, documento in cui si profila un organismo clandestino a governo dell'organizzazione legale. Tale forma di coordinamento attira in seguito le attenzioni del ministero dell'interno che situa i CARC nella galassia dell'eversione di sinistra, contigui a formazioni terroristiche anche se non direttamente implicati in azioni delittuose.
I CARC vengono indeboliti da due scissioni, la prima, nel 1997, quando un gruppo di militanti si allontana per fondare il gruppo LineaRossa per la ricostruzione del partito comunista italiano, la seconda due anni dopo e qualche giorno prima dell’omicidio di Massimo D'Antona quando i gruppi di minoranza facenti riferimento a Padova, Foggia e Vicenza vengono accusati dalla maggioranza della segreteria nazionale di «movimentismo e tendenze anarchiche» e di deviazione dalla linea dell'organizzazione.
Il 2001 vede la presentazione della lista Fronte Popolare per la ricostituzione del partito comunista. Secondo il segretario Pietro Vangeli questa operazione doveva servire a mettere insieme le forze in prospettiva della ricostruzione del partito comunista. Alla fine dello stesso anno l'inchiesta a carico di Maj è archiviata.
Dal 2004, in forma diretta o più spesso attraverso indicazioni di voto, i CARC partecipano alle elezioni.
Nel 2009 in seguito alla terza Lotta Ideologica Attiva si trasformano in partito assumendo la denominazione di Partito dei CARC.
Alle elezioni comunali di Napoli del 2011 i CARC sostengono apertamente l'ex magistrato Luigi De Magistris, suscitando non poche polemiche.
Nel terzo congresso nazionale tenuto nell'ottobre del 2012 viene ribadito il socialismo come orizzonte, da conseguire attraverso il sostegno ai movimenti e un «Governo di Blocco Popolare» per contrastare la crisi. Nelle elezioni politiche del 2013 decidono di schierarsi in favore del Movimento 5 Stelle.
A luglio 2022 i CARC hanno dato vita al coordinamento "Unità Popolare" insieme a Partito Comunista Italiano, Democrazia Atea, Partito Marxista-Leninista Italiano, Confederazione Sinistre Italiane e Inventareilfuturo.
In vista delle elezioni politiche del 2022 il Partito dei CARC dapprima si è avvicinato alle posizioni del giurista Ugo Mattei, fautore di un "nuovo CLN", ma successivamente ha dato indicazione di voto per la lista Unione Popolare. Analoga indicazione viene data alle elezioni lombarde del 2023, mentre a quelle laziali invita gli elettori a scegliere Unione Popolare o, in alternativa, il Partito Comunista Italiano.

## Struttura

### Segretario
- Giuseppe Maj (1992 - 1999)
- Pietro Vangeli (1999 - in carica)

## Stampa
I CARC pubblicano un foglio mensile chiamato Resistenza ed è attiva una casa editrice denominata Rapporti Sociali che pubblica saggi storici, pedagogici e sociali, oltre che biografie e opere dei più importanti interpreti del pensiero marxista-leninista-maoista.

## Vicende giudiziarie e di cronaca
In una inchiesta dell'ottobre del 1999 decine di militanti dei CARC vengono denunciati con l'accusa di essere dei fiancheggiatori delle Nuove Brigate Rosse, ma il processo a loro carico si conclude con il non luogo a procedere.
Il 12 febbraio 2007 in occasione dell'arresto di diciannove presunti militanti del Partito Comunista Politico-Militare, che si ispirerebbe alla seconda posizione dell'ala movimentista delle Brigate Rosse, esprimono «sostegno» e «solidarietà» ai «compagni inquisiti».
Il 13 maggio 2008 alla Procura della Repubblica di Bologna è iniziata l'udienza preliminare dell’inchiesta contro dodici militanti dei CARC, dell'Associazione di Solidarietà Proletaria e del (nuovo) Partito Comunista Italiano.
Nel luglio 2009 si verifica a Massa uno scontro fra ronde di destra e di sinistra, episodio che conduce il sindaco della città a vietare le ronde di tutti i tipi con una dichiarazione fortemente polemica nei confronti dell'allora Ministro degli Interni Roberto Maroni.
Il 12 ottobre 2009 il responsabile regionale della Toscana Alessandro Della Malva viene arrestato insieme ad altri militanti dei CARC per la devastazione di un circolo di estrema destra avvenuta il giorno precedente a Pistoia. Il processo a carico di Della Malva e degli altri militanti accusati di devastazione, saccheggio, lesioni e violenza privata inizia nel gennaio 2010 e si conclude con la condanna di cinque esponenti dei CARC a due anni di reclusione.
I CARC sono coinvolti in un altro episodio di violenza a Massa a seguito del quale due suoi militanti sono condannati a sei mesi di reclusione per lesioni e resistenza a pubblico ufficiale in riferimento agli scontri avvenuti durante una ronda proletaria antifascista.
Nel 2013 i militanti del CARC sono protagonisti di altri episodi giudiziari o di cronaca riportati dalla stampa, ma il 12 febbraio quattro attivisti vengono scagionati dal reato di istigazione a delinquere, diffamazione e violazione della riservatezza per avere attivato il sito web Caccia allo sbirro. Nel mese di aprile su un muro di via Tuscolana a Roma appare una scritta oltraggiosa nei confronti di Papa Francesco e un'altra che reclama la fine dell’intromissione della Chiesa nei consultori pubblici, entrambe firmate dai CARC. Al concerto per il 1º maggio dello stesso anno organizzato a Napoli da CGIL, CISL e UIL si verificano incidenti addebitati anche ad attivisti CARC. A settembre successivo durante un presidio operaio nella zona di Pomigliano d'Arco si hanno scontri in cui il CARC è al fianco del comitato di lotta di cassintegrati e licenziati FIAT e centri sociali.
Il 18 maggio 2021, la Procura di Milano apre un fascicolo per minacce e diffamazione a carico di ignoti per il grafito apparso su un muro cittadino e che riportava la scritta “Fontana assassino”. L'accusa del grafito è rivolta al presidente della regione Attilio Fontana (Lega) reo, secondo i CARC, di omicidio colposo per aver, durante l'emergenza Covid, "emesso l’ordinanza dell’8 marzo che spediva a ricovero nelle RSA gli anziani ancora infetti dal virus" così contagiando gli altri ricoverati e causando una strage. Il sindaco di Milano Beppe Sala (PD) esprimerà solidarietà al leghista. Ma i CARC replicheranno: "Cancellare una scritta non cancella le responsabilità comprese le sue e del #milanononsiferma".

## Feste nazionali
- 2020: Marina di Massa
- 2021: Marina di Massa
- 2022: Marina di Massa
- 2023: Marina di Massa e Napoli
- 2024: Pontedera
- 2024: Milano
- 2025: Pisa